# BSAT-2a廣播衛星
BSAT-2a，為日本一枚已退役的广播卫星，由該國各公、私營電視台合營的「廣播衛星系統公司」持有，於2001年發射升空。於服役期間，此衛星定位於東經110°E的婆羅洲上空，透過Ku波段轉播日本各模擬及數碼衛星電視頻道，亦是該國第一枚為數碼電視廣播而設的同類衛星，與後來發射的BSAT-2c相輔相成。
由於運作壽命屆滿，BSAT-2a已於2013年退役，其空缺由2007年發射的BSAT-3系列廣播衛星取代。

## 概況
與前型BSAT-1a及1b不同，BSAT-2a由美國軌道科學公司製造，採用該公司設計的STAR-1衛星平台。此衛星的尺寸為3.76米 × 2.49米 × 2.03米，兩側各有一組兩塊的太陽能板，展開後總長為16.1米。在轉播設備方面，BSAT-2a與前型一樣，均設有8個轉發器（4個常用、4個備用），但行波管功率增至130W。
除必要的轉播設備，此衛星亦備有姿態控制系統及供電裝置，當中前者包括與BSAT-1系列衛星相同的Star-30BP型變軌用火箭引擎，並備有200公斤推進劑。
而在電力供應方面，上方提及的兩組太陽能板，最多可為此衛星產生2,600W的電力。

## 历史
1999年3月，廣播衛星系統公司下訂兩枚採用STAR-1平台的廣播衛星，包括此衛星及BSAT-2b，以配合日本於2000年尾開始推行數碼衛星電視廣播。
按照原來的計劃，此衛星將於2000年內升空。然而，由於不明緣故，BSAT-2a最後延誤至2001年3月8日，才連同歐洲通訊衛星33A號，一併由亞利安5G V-140運載火箭搭載升空，並於同年4月26日正式投入運作。而在此衛星投用前的空窗期內，數碼衛星電視訊號暫由BSAT-1b負責傳送。
2011年7月24日，隨著日本全面停播模擬電視（包括地面波及衛星電視），此衛星亦相應改為專門轉播數碼電視訊號。
由於衛星的推進劑已經接近耗盡，並已超期服役1年多，BSAT-2a於2013年1月正式退役，並被調至墓地軌道。